# Разговорен език
Разговорен език или разговорна реч е езикът, който се употребява в устната реч при неофициален разговор в диалог от ежедневието, словесно общуване в тесен, роднински, приятелски или работен кръг.

## Особености
Важна роля в общуването имат неезиковите средства - мимики, жестове и зрителният контакт. Смисълът и възприемането на изказването зависят от интонацията, логическите ударения и бързината на речта.